# Prix européen d'Amalfi pour la sociologie et les sciences sociales
 (mai 2007).

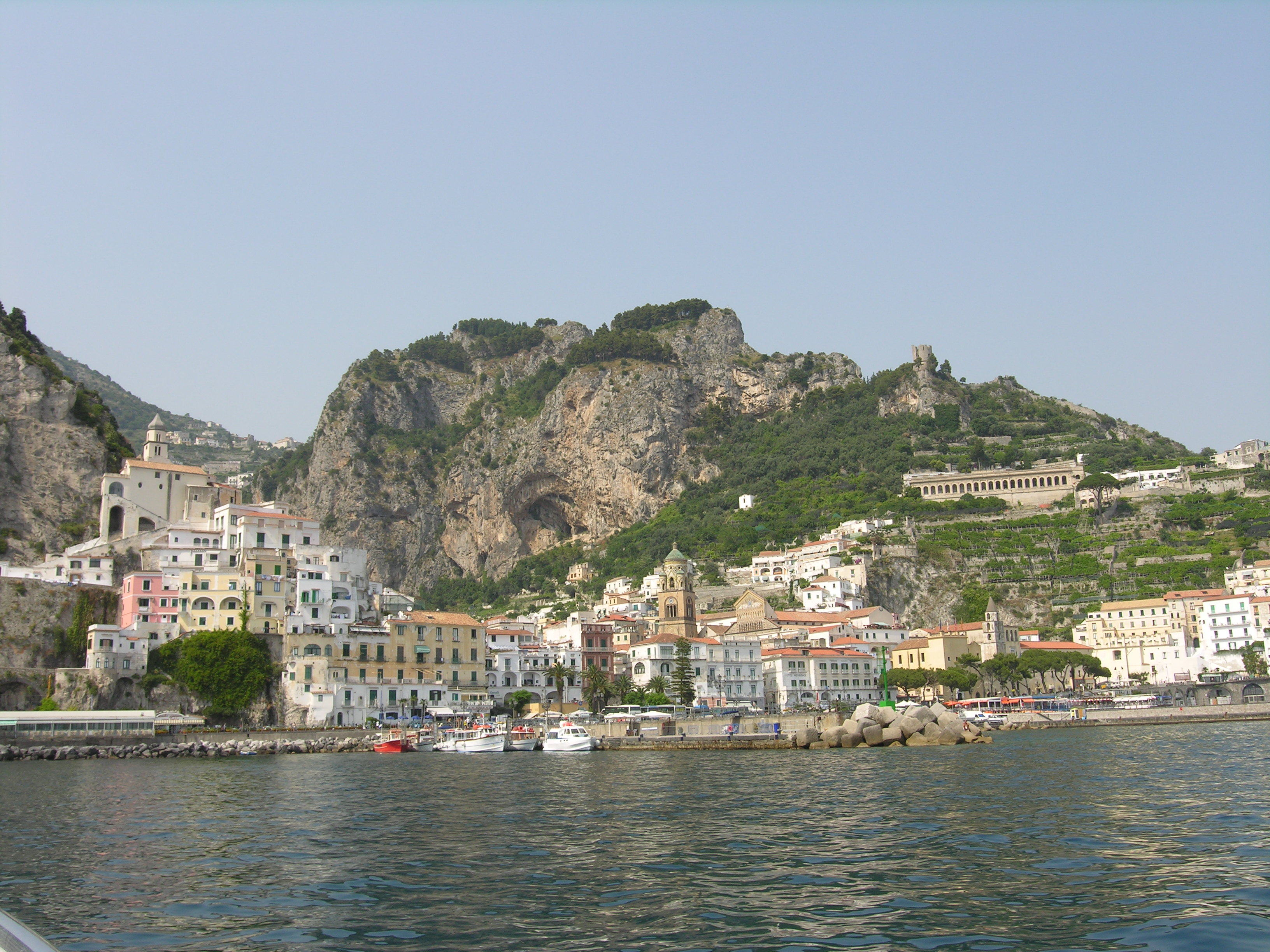
Amalfi

Le prix européen d'Amalfi pour la sociologie et les sciences sociales (Premio Europeo Amalfi par La Sociologia e le Scienze Sociali) est une prestigieuse récompense italienne en sciences sociales.
Amalfi est une ville italienne de la province de Salerne (région : Campanie).
Établi en 1987 sur l'initiative de la section pour des théories sociologiques et des transformations sociales de l'Association italienne de sociologie (Associazione Italiana di Sociologia), il est décerné annuellement à Amalfi à l'auteur d'un livre ou d'un article qui a été édité au cours des deux années précédentes et a apporté une contribution importante à la sociologie.

## Jury et remise
La cérémonie de récompense est accompagnée d'une conférence sociologique internationale. Les sélectionnés sont choisis par un comité scientifique se composant actuellement de Margaret Archer, Allessandro Cavalli, Salvador Giner, Joachim Israel, Michel Maffesoli, Carlo Mongardini (président), Birgitta Nedelmann, Helga Nowotny et Piotr Sztompka.
Membres précédents : Anthony Giddens, Peter Gerlich et Friedrich H. Tenbruck.
La récompense a été suspendue en 1993 et 1996, en 1992 le jury décidé pour ne pas assigner la récompense.
En 1999, une récompense spéciale bisannuelle pour un premier livre exceptionnel a été établie et baptisée du nom de Norbert Elias, le premier destinataire de la récompense d'Amalfi. Il y a également d'autres récompenses auxiliaires dans diverses catégories ; la récompense principale peut également être dédoublée.

## La récompense
Le prix consiste en la somme dix de millions de lires et en une reproduction en or du Tari amalfitano.
L'attribution du prix est décidée par un comité scientifique qui se réunit deux fois par an : une première fois à la fin mars, pour l'attribution, et une deuxième fois à l'occasion de la rencontre d'Amalfi et de la consigne du prix.
Le comité scientifique décide de l'attribution du prix à la majorité, sur une liste d'œuvres proposées par environ 150 professeurs différents de pays européens. Le référendum a lieu tous les ans en octobre. On demande la signalisation de travaux méritants apparus dans les deux ans précédents.
Le secrétariat du prix et de la rencontre européenne est près du département d'études politiques de l'université de Rome « la Sagesse » et il se sert de l'œuvre volontaire de chercheurs, de spécialistes et de personnel administratif du département.

## Aspects financiers
Financièrement le prix, outre l'appui du susdit département et de l'Association italienne de sociologie, dispose de petites contributions affectées par différents organismes. Jusqu'à présent il n'a pas pu compter sur des contributions stables. Entre autres, ont contribué à financer le prix et les rencontres dans le cours des ans :
Formez
- Istituto Europeo di Firenze
- Institut für Sozialforschung (Amburgo)
- Consiglio Nazionale delle Ricerche
- Ministero degli Affari Esteri
- Banco di Napoli
- Banco di Santo Spirito
- Alitalia
- Intel
- Ericsson
- Fatme

## Liste des lauréats

### Années 1980
- 1987 :
  - Norbert Elias pour Die Gesellschaft der Individuen
- 1988 :
  - Serge Moscovici ( France) pour La Machine à faire des dieux
  - Michael Mann pour The Sources of Social Power. Volume I.
- 1989 :
  - Zygmunt Bauman pour Modernity and the Holocaust
  - Prix spécial « Bulzoni Editore » : Michel Wieviorka pour Société et terrorisme

### Années 1990
- 1990 :
  - M. Rainer Lepsius et Wolfgang J. Mommsen (dir) pour Max Weber. Briefe 1906-1908
  - Zygmunt Bauman pour The Social Manipulation of Morality, Moralizing Actors, Adiaphorizing Action
  - Chen Liangjin pour Social Developmental Mechanisms and Social Security Functions
  - Prix spécial « Bulzoni Editore » : Nicole Lapierre pour Le silence de la mémoire
- 1991 :
  - Louis Dumont ( France) pour L'Idéologie allemande
  - Prix spécial « Bulzoni Editore » : Philippe Sarasin pour Die Stadt der Bürger
  - Mention honorable : Ron Eyerman et Andrew Jamison pour Social Movements
- 1992 : Prix global non attribué
  - Prix spécial du jury : Carlo Trigilia pour Sviluppo senza autonomia
- 1993 : suspension de l'attribution du prix
  - sélectionnés(s) : Harvie Ferguson pour Religious Transformation in Western Society, The End of Happiness
- 1994 :
  - Charles Tilly pour European Revolutions (1942-1992)
  - Prix spécial du jury : Christoph Braun (dir.), Max Weber. Musiksoziologie
- 1995 :
  - Raymond Boudon ( France) pour Le Juste et le Vrai
  - François Furet ( France) pour Le Passé d'une illusion
  - Peter-Ulrich Merz-Benz, Tiefsinn und Scharfsinn : Ferdinand Tönnies' begriffliche Konstitution der Sozialwelt
- 1996 : suspension de l'attribution du prix
  - sélectionnés(s) : Andrew W. Metcalfe et Ann Game pour Passionate Sociology
- 1997 :
  - Niklas Luhmann pour Die Gesellschaft der Gesellschaft (dans la << Sezione Classici della Sociologia Contemporanea >>)
  - Martin Albrow pour The Global Age
- 1998 :
  - Alain Touraine ( France) pour Comment sortir du libéralisme (dans la << Sezione Classici della Sociologia Contemporanea >>)
  - Luigi Sturzo Prix spécial << Studi politici  >> : Serge Latouche
- 1999 :
  - Richard Sennett pour The Corrosion the Character
  - Prix Amalfi « Norbert Elias » : David Lepoutre pour Cœur de banlieue : codes, rites et langages

### Années 2000
- 2000 : suspension de l'attribution du prix
- 2001 :
  - John B. Thompson pour Political Scandal
  - Shmuel Eisenstadt pour ?
  - Luigi Sturzo Prix spécial << Studi politici  >> : Michael Th. Greven pour Die politische Gesellschaft
  - Prix Amalfi « Norbert Elias » : Wilbert Van Vree pour Meetings, Manners and Civilization : The Development of Modern Meeting Behaviour.
- 2002 : suspension de l'attribution du prix
- 2003 :
  - Prix Amalfi « Norbert Elias » : Nikola Tietze pour Islamische Identitäten : Formen muslimischer Religiosität junger Männer in Deutschland und Frankreich
- 2004 : suspension de l'attribution du prix
- 2005 :
  - Suzanne Keller pour Community : Pursuing the Dream, Living the Reality
- 2006 :
  - Sergio Fabbrini pour America and its critics

### Années 2010
- 2010 :
  - Gérald Bronner ( France) pour La Pensée extrême, comment des hommes ordinaires deviennent des fanatiques